# Amauropelta heteroclita
Amauropelta heteroclita là một loài thực vật có mạch trong họ Thelypteridaceae. Loài này được (Desv.) Pic. Serm. mô tả khoa học đầu tiên năm 1977.